# Organisation for European Economic Co-operation

OECD blev efterföljaren till OEEC och därmed dess ersättare.

Organisation for European Economic Co-operation (OEEC) var en internationell organisation som inrättades 1948 med uppdrag att administrera Marshallplanen. Genom denna plan kunde 12 miljarder US-dollar fördelas till Europas länder efter andra världskrigets slut 1945. Mest pengar fick Storbritannien, Frankrike och Västtyskland. Senare kunde även utomeuropeiska länder vara med, och 1961 ombildades organisationen till OECD.